# Loreglia
Loreglia (piemontiul: Loréa) település Olaszországban. Lakosainak száma 212 fő (2023. január 1.). Loreglia Germagno, Quarna Sopra, Casale Corte Cerro, Ornavasso és Valstrona községekkel határos.

## Népesség
A település népességének változása:
| Lakosok száma | 243  | 238  | 212  |
|               | 2017 | 2018 | 2023 |